# Isogona segura
Isogona segura är en fjärilsart som beskrevs av Barnes och Mcdunnough 1912. Isogona segura ingår i släktet Isogona och familjen nattflyn. Inga underarter finns listade i Catalogue of Life.